# باشگاه فوتبال ساسولو
باشگاه فوتبال ساسوئولو (به ایتالیایی:U.S. Sassuolo Calcio) یک باشگاه فوتبال ایتالیایی در شهر ساسوئولو است که در سری بی رقابت می‌کند و در سال ۱۹۲۰ تأسیس شده‌است.
این باشگاه ۵ فصل در سری بی حضور داشته‌است. ساسوئولو در فصل ۱۳–۲۰۱۲ با قهرمانی در سری بی، موفق شد برای اولین بار به سری آ صعود کند و در فصل ۱۴–۲۰۱۳ برای اولین بار، سری آ را تجربه کرد. ساسوئولو در اولین فصل حضور خود در سری آ، از بین ۲۰ تیم این لیگ، به مقام ۱۷ام نیز رسید.
این باشگاه در فصل ۲۰۱۵–۱۶ موفق شده با کسب رتبه ششم به مسابقات لیگ اروپا راه یابد اما در مرحله مقدماتی این مسابقات حذف شد.

## بازیکنان مشهور
• دومنیکو براردی
• مانوئل لوکاتلی
• سیمونه زازا
• آندره آ کانسیگلی

## بازیکنان

### ترکیب فعلی
تا تاریخ ۳۱ ژانویه ۲۰۲۲
| شماره |              | پست   | بازیکن                                |
| ----- | ------------ | ----- | ------------------------------------- |
| 4     | ایتالیا      | هافبک | فرانچسکو ماگنانلی (کاپیتان)           |
| 5     | ترکیه        | مدافع | قاآن آیخان                            |
| 6     | برزیل        | مدافع | روژریو                                |
| 7     | غنا          | مهاجم | برایان اودی                           |
| 8     | فرانسه       | هافبک | مکسیم لوپز                            |
| 10    | صربستان      | هافبک | فیلیپ جوریچیچ                         |
| 11    | ایتالیا      | مهاجم | ریکاردو سیروو (قرضی از رم)            |
| 13    | ایتالیا      | مدافع | فدریکو پلوسو                          |
| 14    | گینه استوایی | هافبک | پدرو اوبیانگ                          |
| 15    | نروژ         | مهاجم | امیل سیید (قرضی از روزنبورگ)          |
| 16    | ایتالیا      | هافبک | دیوید فراتسی                          |
| 17    | ترکیه        | مدافع | مرت مولدور                            |
| 18    | ایتالیا      | مهاجم | جیاکومو راسپادوری (کاپیتان سوم)       |
| 19    | ایتالیا      | مدافع | فیلیپو رومانیا                        |
| 20    | مراکش        | هافبک | عبدو هارونی (قرضی از اسپارتا روتردام) |

| شماره |          | پست       | بازیکن                        |
| ----- | -------- | --------- | ----------------------------- |
| 21    | رومانی   | مدافع     | ولاد کیریکش                   |
| 22    | آلمان    | مدافع     | جرمی تولیان                   |
| 23    | ساحل عاج | هافبک     | حامد ژونیور ترائوره           |
| 24    | ایتالیا  | دروازه‌بان | جاکومو ساتالینو               |
| 25    | ایتالیا  | مهاجم     | دومنیکو براردی                |
| 29    | ایتالیا  | مهاجم     | لوئیجی سامله                  |
| 31    | ایتالیا  | مدافع     | جان مارکو فراری (کاپیتان دوم) |
| 44    | برزیل    | مدافع     | روان ترسولدی                  |
| 47    | ایتالیا  | دروازه‌بان | آندریا کانسیگلی               |
| 56    | ایتالیا  | دروازه‌بان | جیانلوکا پگولو                |
| 77    | یونان    | مدافع     | گیورگوس کیریاکوپولوس          |
| 91    | ایتالیا  | مهاجم     | جانلوکا اسکاماکا              |
| 92    | فرانسه   | مهاجم     | گره‌گوا دفرل                   |
| 97    | برزیل    | هافبک     | ماتئوس هنریکه (قرضی از گرمیو) |